# ジャーマンタウンの戦い
ジャーマンタウンの戦い（ジャーマンタウンのたたかい、英:The Battle of Germantown）は、アメリカ独立戦争中の1777年10月4日にペンシルベニアのジャーマンタウンで、大陸軍とイギリス軍の間で戦われた戦闘である。
1777年9月26日にイギリス軍のチャールズ・コーンウォリスにフィラデルフィアを占領された大陸軍は、ジョージ・ワシントン将軍の指揮でフィラデルフィアの北5マイル (8 km) にあるジャーマンタウンに駐屯していたウィリアム・ハウ将軍の9,000名のイギリス軍本隊に攻撃を仕掛けた。攻撃のタイミングを合わせ損ね、また装備も不十分であった大陸軍は攻撃に失敗し、イギリス軍の追及を逃れてホワイトマーシュに撤退した。
この戦いの3日後、10月7日に北方のサラトガでは大陸軍が勝利し、その後10月17日のイギリス北方方面軍の降伏となった（サラトガ方面作戦）。ワシントンがハウ軍をペンシルベニアに釘付けにしたために、イギリス軍の連携を妨害できたことは大陸軍の戦略的な勝利という考え方もできる。

## ジャーマンタウン
ジャーマンタウンは2マイル (3.2 km) の長さに石造りの家が並ぶ小村落であり、北のエアリー山からマーケット・スクエアと呼ばれる交差点まで伸びていた。マーケット・スクエアから南西にスクールハウス通りが伸び、1.5マイル (2.4 km) 先ではウィッサヒコン・クリークがスクーカル河の急流に注いでいた。ハウ将軍はジャーマンタウンの真南、スクールハウス通りとチャーチ通りに沿って宿営地を造った。宿営地の西にはドイツ人傭兵部隊のヴィルヘルム・クニプハウゼン将軍指揮で2個軽装歩兵大隊がウィッサヒコン・クリークの上の高台左翼を固めていた。マーケット・スクエアにはドイツ人傭兵部隊1個旅団とイギリス軍2個旅団が、東はジェイムズ・グランド将軍指揮でイギリス軍2個旅団と2個竜騎兵大隊、軽装歩兵連隊第1大隊が配置された。右翼にはクイーンズ・レンジャーズと呼ばれるニューヨークの王党派民兵を置いた。宿営地の全軍合わせて約9,000名となり、フィラデルフィア守備隊は3,000名に過ぎなかった。

## 戦闘
イギリス軍の宿営地の様子を探ったワシントンは、大陸軍が資金不足で、訓練が足りず、装備が十分でないにも拘わらず、イギリス軍に急襲を掛けることにした。9月11日のブランディワインの戦いで大敗し、1,000名以上の損害を受けてもワシントンは直ぐにその穴を埋めることができ、ハウは出来ていなかった。大陸軍の動員できる兵力は11,000名おり、ワシントンは今がイギリス軍を叩きのめす絶好の時だと思った。大軍で殺到するのではなく、ワシントンは自軍を4隊に分けた。各隊がジャーマンタウンに複数の道から迫りイギリス軍を包み込み、両翼と中衛を同時に挟み込んで宿営地ごとつぶしてしまう、という作戦だった。
大陸軍は1777年10月3日の日没後にキャンプを発った。第1隊はジョン・アームストロング将軍のペンシルベニア民兵で、ウィッサヒコン・クリークの川岸でクニプハウゼンの宿営地に大砲の弾を打ち込んでから撤退する。残る3隊のうちウィリアム・スモールウッド将軍の部隊はスキッパック通りを下ってオールド・ヨーク通りに向かいイギリス軍の右翼を攻撃する。ナサニエル・グリーン将軍の部隊はアダム・ステファン将軍の師団とアレクサンダー・マクドーガル将軍の旅団であり、リンプキン通りを進んでイギリス軍の宿営地を襲う手はずであった。
丁度日が昇った5時頃、先導役のジョン・サリバン隊がエアリー山のイギリス軍哨兵を襲った。ジャーマンタウンのイギリス軍はトーマス・マスグレイブ大佐の第40歩兵連隊であった。数的に劣勢であったイギリス隊は圧倒されるまで戦い続けた後に撤退した。味方とはぐれたマスグレイブとその中隊約120名は、チューハウスという大きな石造りの邸宅に入ってバリケードとした。その家の所有者はベンジャミン・チューという主席判事で、王党派と疑われてバージニアの刑務所に収監されていた。大陸軍のサリバン以下コンウェイやアンソニー・ウェインはマスグレイブ隊を迂回し、1マイル (1.6 km) もないイギリス軍宿営地に向かって前進を続けた。
イギリス軍宿営地では、ハウが大陸軍の急襲に驚かされた自部隊の兵士を叱咤していた。ハウが防御線を整えると、大陸軍の攻撃が行き詰まり始めた。ワシントンは自軍の後ろから進軍していてマスグレイブ隊が立て篭もっているチューハウスに気付いた。砲兵隊の指揮官ヘンリー・ノックス将軍がその家に強襲することを進言した。予備隊を指揮していたウィリアム・マクスウェル将軍が家を強襲し、一方ノックスはチューハウスのマスケット銃の弾が届かないジャーマンタウンの通りの反対側に据えた4門の3ポンド砲で砲撃を始めた。しかし、チューハウスの2フィート (60 cm) もある厚い石壁には砲弾が通用せず、急襲した歩兵隊も撃退された。数人の大陸軍兵士が家まで辿り着いたが、板で補強されたドアや窓から侵入しようとして銃撃や銃剣で倒された。少なくとも70名の大陸軍兵士が戦死するか負傷した。チューハウスのイギリス軍は、おそらく大陸軍は捕虜に取るつもりはないとマスグレイブが言ったので、開き直り最後まで戦い続けた。
一方、グリーンの部隊はリンプキン通りを進み、ルーケンズミルでイギリス軍哨兵に遭遇し蹴散らした。しかし朝の深い霧に加えて大砲やマスケット銃の硝煙で視界が悪く攻撃隊は直ぐに混乱し始めた。グリーンの旅団の中でステファン将軍の1隊が道筋を外れ、集会所通りを進み始めた。このためにマーケット・スクエアでグリーンの残りの部隊と落ち合う手はずだったのが、ウェイン隊の後ろに付いてしまった。ステファンの警戒していた部隊は霧と硝煙のためにウェイン隊をイギリス軍と見誤って攻撃を掛けてしまった。ウェイン隊はまさに防御の薄いイギリス軍宿営地を襲うところであったが、このために混乱し隊列を乱され撤退を余儀なくされた。ウェイン隊の撤退でコンウェイ隊の左翼が空いてしまった。北の方ではマクドーガル隊がクイーンズ・レンジャーズと予備隊に攻撃されて撃退され撤退を始めた。グリーン配下の第9バージニア旅団は事態の収拾を図るために最後の抵抗を試みたが、フィラデルフィアから応援に着いたばかりのコーウォリス将軍の部隊に反撃され2つのイギリス部隊に囲まれてしまった。第9バージニア旅団は降伏を強いられた。グリーン隊は、サリバン隊が撤退を始めたことを知り、イギリス軍の反撃の中に単独で取り残されそうになったので、自部隊にも撤退を命じた
主力部隊の撤退に続いて、ワシントンはアームストロングとスモールウッド隊にも撤退を命じた。マクスウェル隊はチューハウスの占領に失敗し、これも撤退した。イギリス軍の一部が追撃し北へ約9マイル (14 km) 追ったが悪路のために中止した。殿軍はグリーンの歩兵隊、ウェインの砲兵隊、およびポーランドの志願兵カジミール・プラスキ伯爵の騎兵隊が勤め、日没にも救われて撤退が成功した。

## 戦いの後
大陸軍の戦死者は152名、負傷者は521名、400名が捕虜となった。イギリス軍の損害は戦死71名、負傷者450名、不明14名であった。結果としては、イギリス軍に大きな損害を与えられなかった大陸軍の、ブランディワインに続く敗戦となった。しかし大陸軍の士気は衰えず高いままを維持した。なぜならば、グリーンやウェインの部隊がイギリス軍を押し込んでおり、撤退はウェイン隊が誤ってステファン隊に攻撃されたために崩れただけのことだからであった。ステファンは後に軍法会議に掛けられ、行軍中に酒を飲んでいたことが分かって解任された。ステファン隊の指揮は有望な若きフランス人ラファイエットに任された。
ワシントンの作戦は失敗した。これは4つに分かれた攻撃隊の協同を必要とする複雑な作戦だったからである。訓練を積んだ外国の指揮官達が後にワシントンに語ったところでは、多くの欠陥もあるであろう複雑な作戦はとても立てられないということであった。しかし、もう少しの所まで行ったという事実はワシントンや残りの大陸軍兵士に自信を植え付けた。